# 南灣真羽花介
南灣真羽花介（学名：Eucytherura nanwanica）为尾花介科真羽花介屬下的一个种。